# Bistum Alagoinhas
Das Bistum Alagoinhas (lateinisch Dioecesis Alacunensis, portugiesisch Diocese de Alagoinhas) ist eine in Brasilien gelegene römisch-katholische Diözese mit Sitz in Alagoinhas im Bundesstaat Bahia.

## Geschichte
Das Bistum Alagoinhas wurde am 28. Oktober 1974 durch Papst Paul VI. mit der Apostolischen Konstitution Qui Summi aus Gebietsabtretungen des Erzbistums São Salvador da Bahia errichtet und diesem als Suffraganbistum unterstellt.

## Bischöfe von Alagoinhas
- José Floriberto Cornelis OSB, 1974–1986
- Jaime Mota de Farias, 1986–2002
- Paulo Romeu Dantas Bastos, 2002–2021, dann Bischof von Jequié
- Francisco de Oliveira Vidal, seit 2022